# Franklin Sánchez Ortiz
Franklin Humberto Sánchez Ortiz (Tumbes, 5 de diciembre de 1951) es un administrador de empresas, ingeniero mecánico y político peruano. Fue congresista de la república por la región Tumbes durante el periodo 2006-2011 y diputado desde 1990 hasta 1992. También ejerció como alcalde de la provincia de Tumbes en el lapso 1999-2002.

## Biografía
Franklin Sánchez nació el 5 de diciembre de 1951 en el departamento de Tumbes en Perú. Es casado y tiene 4 hijos.
Es egresado de la Universidad Nacional Federico Villarreal donde se graduó como administrador de empresas y también en la Universidad Nacional de Ingeniería como ingeniero mecánico.
Fue jefe de la Corporación Popular (1985-1988) y presidente de la Corporación de Desarrollo de Tumbes (1988-1989).

## Carrera política
Es militante del Partido Aprista Peruano, partido político fundado por Víctor Raúl Haya de la Torre.
Su primer cargo político fue cuando fue elegido como regidor de la provincia de Tumbes en 1983.

### Diputado
En las elecciones parlamentarias del año 1990, postuló a la Cámara de Diputados por el Partido Aprista Peruano, en representación del departamento de Tumbes, y logró resultar elegido con 14,968 votos para el periodo parlamentario 1990-1995. Sin embargo, su cargo llegó a ser disuelto tras el autogolpe de estado decretado por el presidente Alberto Fujimori, en la cual Sánchez formó parte de la oposición.

### Alcalde de Tumbes
Sánchez intentó postular al Congreso en 1995 pero no obtuvo éxito. Luego, en 1998, decidió candidatear a la alcaldía de la provincia de Tumbes por la lista independiente Alianza Democrática Tumbesina y logró ser elegido alcalde de Tumbes para el periodo municipal 1999-2002.
En su labor municipal desempeñó como presidente de la “Asociación Binacional de Municipalidades Sur de Ecuador y Norte del Perú” (ABIM-SENOP).

### Congresista de la República
En las elecciones parlamentarias del año 2006, Franklin Sánchez volvió a postular al Congreso de la República por el Partido Aprista Peruano en representación de su natal Tumbes y resultó nuevamente elegido como congresista de la república para el periodo 2006-2011.
En el parlamento ejerció como vicepresidente de  la “Célula Parlamentaria Aprista”, desde el 2009 hasta el 2010, y presidente del Grupo de Trabajo de la “Deuda Social”. También fue vicepresidente de la Comisión de Relaciones Exteriores y presidente de la Comisión Agraria.
Postuló nuevamente al Congreso en las elecciones del año 2016, como miembro de la Alianza Popular.
Fue acusado del delito de colusión desleal en agravio de la comuna tumbesina.